# 1906 en santé et médecine
| Années de la santé et de la médecine : 1903 - 1904 - 1905 - 1906 - 1907 - 1908 - 1909    |
| Décennies de la santé et de la médecine : 1870 - 1880 - 1890 - 1900 - 1910 - 1920 - 1930 |

Cet article présente les faits marquants de l'année 1906 en santé et médecine.

## Événements
- 9 mars : fondation de l'École de pharmacie de l'Université Laval de Montréal[1].
- 19-26 avril : XVe congrès international de médecine à Lisbonne[2].
- 16 mai : fondation de l’Université indochinoise[3].
- 4 novembre : le psychiatre et neurologue allemand Alois Alzheimer décrit la maladie qui porte aujourd'hui son nom[4].
- Paul Oudin et Fernand Verchère commencent la radiumthérapie des cancers de l'utérus[5].
- Fernand Widal et Adolphe Javal préconisent le traitement de la maladie de Bright par la déchloruration[6].
- Le Certificat d’études médicales supérieures est la cible de nombreuses critiques[7].
- Jules Bordet et Octave Gengou isolent la bactérie responsable de la coqueluche[8].

## Prix
- Prix Nobel de médecine : Camillo Golgi et Santiago Ramón y Cajal, « en reconnaissance de leurs travaux sur la structure du système nerveux[9] ».

## Naissances
- 1er janvier : Adélaïde Hautval (morte en 1988), psychiatre française, reconnue Juste parmi les nations.
- 11 janvier : Albert Hofmann (mort en 2008), biochimiste et pharmacologiste suisse.
- 18 février : Hans Asperger (mort en 1980), pédiatre autrichien.
- 17 avril : Jan Waldenström (mort en 1996), médecin suédois.
- 1er mai : Horst Schumann (mort en 1983), médecin nazi, accusé d'« euthanasie de prisonniers ».
- 9 mai Jean Auriac (mort en 1941), médecin et résistant français[10].
- 19 juin : Ernst Chain (mort en 1979), chimiste britannique d'origine allemande, lauréat en 1945 du prix Nobel de médecine avec Alexander Fleming et Howard Florey pour leur travail sur la pénicilline.
- 22 juin : Bernard Ménétrel (mort en 1947), médecin du maréchal Pétain, son conseiller à Vichy.
- 15 septembre : Jean Levaditi (mort en 1991), médecin et anatomo-pathologiste français[11].
- 1er novembre Pierre Aboulker (mort en 1976), urologue français.
- 7 novembre : Jean-Robert Debray (mort en 1980), médecin et homme politique français.

Date inconnue
- Jules Driessens (mort en 1971), anatomiste et cancérologue français[12].
- Jean Vieuchange (en) (mort en 2003), médecin et biologiste français.

## Décès
- 24 janvier : Louis de Wecker (né en 1832, ophtalmologue allemand, autrichien, puis français.
- 23 juillet : Paul Brouardel (né en 1837), médecin français, spécialiste de médecine légale.
- 2 mars : Jean-Baptiste Gélineau (né en 1828), neurologue français.
- 15 mars : Césaire Phisalix (né en 1852), herpétologiste.
- 14 avril : Vincent Paulet (né en 1828), anatomiste français[13].
- 19 avril : Pierre Curie (né en 1859), physicien français, pionnier de la radiothérapie.
- 20 juin : Albert Josias (né en 1852), hygiéniste et pédiatre français[14].
- 26 août : Georges Morache (né en 1837), chirurgien de la Marine, professeur au Val-de-Grâce[15].
- 12 octobre : Pierre Merklen (né en 1852), clinicien, cardiologue et dermatologue français[16].
- 19 novembre : François Césaire de Mahy (né en 1830), médecin et homme politique français.
- 25 novembre : Achille Dron (né en 1830), chirurgien militaire français[17].

Date inconnue
- Toussaint Barthélémy (né en 1850), dermatologue et syphiligraphe français[18].